# Гриффит, Фредерик
Фредерик Гриффит (англ. Frederick Griffith; 3 октября 1879, Экклстон, Ланкашир — 17 апреля 1941, Лондон) — английский генетик и врач. В 1928 году поставил эксперимент, известный ныне как эксперимент Гриффита, которым показал существование «трансформирующего принципа», позднее идентифицированного как ДНК.

## Биография
Родился в 3 октября 1877 года в Экклстоне в графстве Ланкашир. Изучал генетику в Университете Ливерпуля. В 1910 году работал в лаборатории Британского министерства здравоохранения под руководством Артура Иствуда. Государственное финансирование науки накануне первой мировой войны было скудным, как и оборудование лаборатории Гриффита. Но, как говорил один из его друзей: «Он мог с керосином и примусом сделать больше, чем иной во дворце».
В 17 апреля 1941 года он трагически погиб в своей лаборатории во время налета немецкой авиации на Лондон.

## Эксперимент Гриффита
Знаменитый эксперимент Гриффита был выполнен с целью разработки вакцины от пневмонии — обычного осложнения во время пандемии испанки, унёсшей больше жизней, чем мировая война. Гриффит работал с двумя штаммами бактерии Streptococcus pneumoniae. Штамм, колонии которого на чашках с агаром были гладкими (S штамм), имел полисахаридную капсулу и был вирулентным, вызывая у подопытных мышей пневмонию, убивавшую их за 1-2 дня. Капсула предохраняла бактерии от воздействия иммунной системы больного. Колонии второго штамма имели неровную поверхность (R штамм) и не вызывали пневмонию, поскольку не имели капсулы, и после введении в кровоток мыши бактерии погибали. Бактерии S штамма, убитые нагреванием, также не вызывали заболевания. Но когда Гриффит смешивал убитый S штамм с живым R штаммом и вводил смесь мышам, животные погибали.
Когда Гриффит выделил болезнетворные бактерии из погибших мышей, он обнаружил, что R штамм приобрел капсулу, то есть превратился в вирулентный S штамм и сохранял новоприобретенный фенотип во многих поколениях, то есть передавал его по наследству. Гриффит предположил, что превращение осуществил некий «трансформирующий фактор», который R штамм получил от убитых бактерий S штамма.
К сожалению, Гриффит не дожил нескольких лет до того дня, когда «трансформирующий фактор» в 1944 году был идентифицирован как ДНК Освальдом Эйвери и его сотрудниками. 